# برتراند بوفير
برتراند بوفير  (و. 1929  م) هو فقيه لغوي، ومدرس، وأستاذ جامعي، ومترجم سويسري، ولد في زيورخ. تولى منصب عضو أكاديمية أثينا ‏. تعلم في جامعة جنيف.